# Кызылдау
Кызылдау (каз. Қызылдау) — село в Теренкольском районе Павлодарской области Казахстана. Входит в состав Калиновского сельского округа. Код КАТО — 554853300.

## Население
В 1999 году население села составляло 208 человек (97 мужчин и 111 женщин). По данным переписи 2009 года, в селе проживало 171 человек (86 мужчин и 85 женщин).